# Roger Dallaire
 (avril 2023).
Pour les articles homonymes, voir Dallaire.
Roger Dallaire est un conteur, compositeur, auteur, et interprète originaire de l'Alberta. 

## Biographie
Roger Dallaire est né le [Quand ?] à [Où ?], marié à Virginie Dallaire depuis 2016. Le couple vit sur leur ferme off the grid à St-Vincent, un hameau, situé à environ deux heures au nord-est d'Edmonton, dans la province de l'Alberta. Le couple a trois jeunes enfants.

## Carrière
En 1999, Roger a poursuivi une formation en théâtre, à la School of Physical Theatre à Toronto. 
Il a participé à de nombreux festivals de musique et tournées scolaires avec Daniel Gervais, le duo Tradbadours, en Ontario, en Saskatchewan, en Alberta et en Colombie-Britannique. Il a mis en scène la tournée Ô Canada avec Canadian Parents for French dans les années 2000. Depuis 2015, il est la pierre angulaire du Festival Flying Canoe Volant qui se tient la première fin de semiane de février dans le ravin Mill Creek à Edmonton, où il raconte l'histoire de la Chasse-galerie. En août 2016, il a présenté son spectacle intimiste Cap sur la Baie d'Hudson, à l'Edmonton International Fringe Festival (en). En 2019, il a pris part au 50e Festival du voyageur de Winnipeg.
Roger Dallaire a participé à la production des spectacles du Carnaval de St-Isidore pendant 20 ans et a produit les spectacles de la troupe de danse folklorique Les Blés d'Or jusqu'en 2016, à l'occasion de leur 40e anniversaire d'existence.